# Каф (буква персидского алфавита)
Каф (‏ک‏‎) — 25-я буква персидского алфавита, вариант арабской буквы кяф.

## Использование
Помимо персидского, используется в урду (28-я буква алфавита), пушту (32-я буква алфавита; может использоваться арабская форма — ‏ﻙ‏‎) синдхи (40-я буква алфавита) и шахмукхи (28-я буква алфавита). Обозначает звук [k] (в синдхи — [kʰ]).

## Форма
Начальная и серединная форма выглядят идентично соответствующим формам арабской буквы кяф (‏ﻙ‏‎).